# 新加坡古石
新加坡古石是指一块原本立在新加坡河河口的砂岩石板，也同样指在1843年后该块石板被爆破后的残片，现陈列於新加坡国家博物院。该古石上有未被破译的铭文，据认为始于公元13世纪。

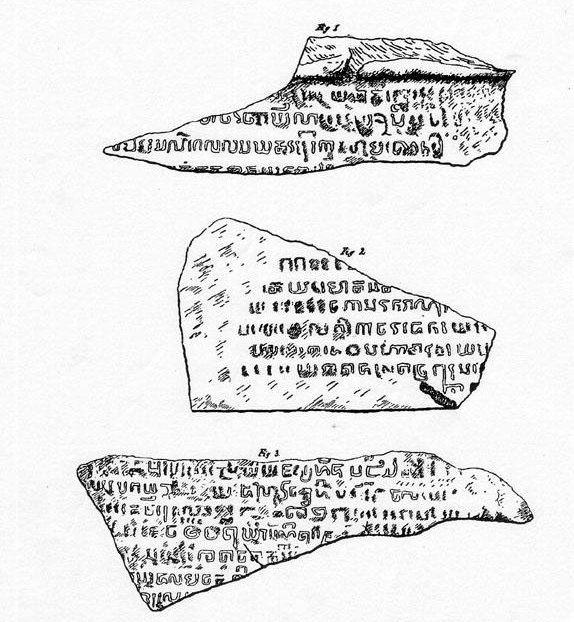
新加坡古石三残片的图画，来自于1848年J.W. Laidlay在Journal of the Asiatic Society of Bengal上所发表的文章。最底下的残片现存于新加坡國家博物院。

## 延伸閱讀
- . Channel NewsAsia. 2006-12-05  [2012-12-07]. （原始内容存档于2012-10-12）.
- . National Heritage Board.   [2007-07-13]. （原始内容存档于2007-06-14）.
- Tan, Noel Hidalgo. . SEAArch – The Southeast Asian Archaeology Newsblog. 2007-06-15  [2007-07-13]. （原始内容存档于2021-03-09）.
- Tan, Noel Hidalgo. . SEAArch – The Southeast Asian Archaeology Newsblog. 2007-06-20  [2007-07-13]. （原始内容存档于2021-03-09）.

## 外部連結
- Official website of the National Museum of Singapore （页面存档备份，存于）